# Movimento Feminino pela Anistia

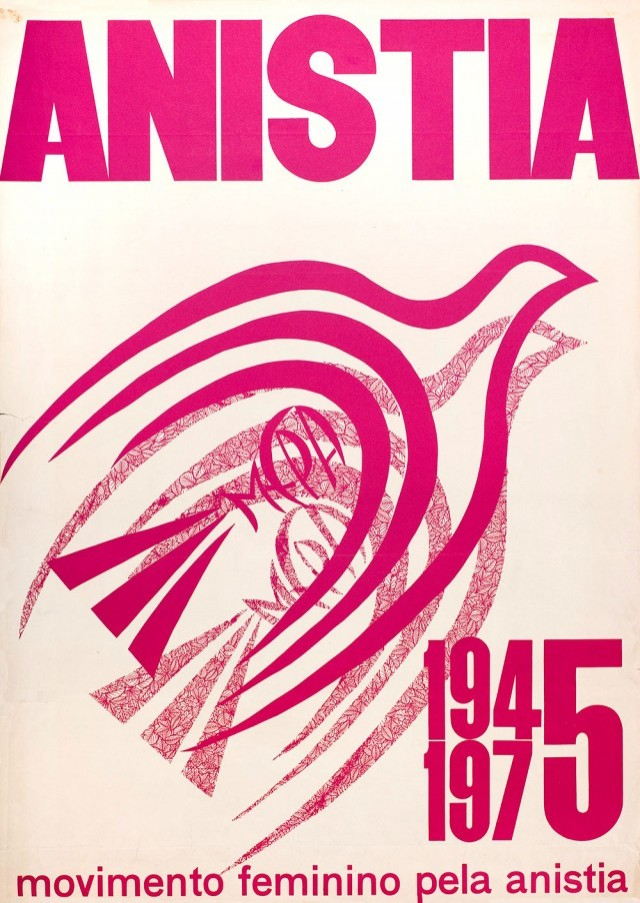
Cartaz do Movimento Feminino pela Anistia, 1975

Movimento Feminino pela Anistia é um movimento político criado em dezembro de 1975, surgido com o objetivo de conscientizar, persuadir e pressionar a sociedade e o governo, mostrando a necessidade de anistia.
O Brasil vivia, em 1975, um período de torturas, prisões e luta armada por grupos contrários ao regime militar, no poder desde 1964. Em 1974 o governo militar já havia derrotado os grupos de guerrilha urbana e completava a última campanha militar de aniquilamento da Guerrilha do Araguaia, além disso a repressão não poupou as organizações clandestinas que não haviam aderido à luta armada, como o PCB. Em março de 1975, oito mulheres, entre elas a fundadora e líder do movimento, Therezinha Zerbini, advogada e ativista dos direitos humanos, elaboraram o documento “Manifesto da Mulher Brasileira em favor da Anistia”, no  qual  defendiam  que  fosse  concedida  a  anistia  para  todos  que  haviam  sido atingidos pelos atos de exceção.
Composto em grande parte por mulheres que viram os maridos serem torturados e assassinados pelo governo militar, conseguiu a simpatia de grande parte da sociedade, e de vários grupos políticos.
Em 1978 o Movimento Feminino pela Anistia lançou o jornal “Maria Quitéria”, publicação voltada exclusivamente para a Anistia e Direitos Humanos. No mesmo ano, o núcleo do Rio de Janeiro criou no Teatro de Bolso, o Núcleo dos Artistas, Músicos e Atividades congêneres pró-Anistia. Com a anistia, em 1979, o movimento não cessou o seu trabalho.